# 大村芳昭
大村 芳昭（おおむら よしあき、1963年9月27日 - ）は、日本の法学者。専門は国際家族法。現在、中央学院大学学長。選択的夫婦別姓制度実現をめざす民法改正運動を行っているmネットの呼びかけ人でもある。千葉県市民連合運営委員。東京都小金井市出身。

## 学歴
- 1982年3月 - 東京学芸大学教育学部附属高等学校 卒業
- 1983年4月 - 東京大学教養学部文科I類 入学
- 1985年4月 - 同 法学部第1類 進学
- 1987年3月 - 同 卒業（法学士の学位を取得）
- 1987年4月 - 同大学大学院・法学政治学研究科修士課程 入学
- 1989年3月 - 同課程 修了（法学修士の学位を取得）
- 1989年4月 - 同研究科博士課程 進学
- 1993年3月 - 同 単位取得満期退学

## 職歴（専任）
- 1997年4月～2000年3月 - 中央学院大学法学部専任講師
- 2000年4月～2005年3月 - 同 助教授
- 2005年4月～ - 同 教授
- 2012年4月～2018年3月 - 同 学部長
- 2022年7月～ - 同 学長

## 職歴（非常勤）
- 1993年4月～1997年3月 - 中央学院大学法学部兼任講師
- 1995年4月～1999年3月 - 早稲田大学商学部非常勤講師
- 1998年4月～1998年9月 - 立教大学法学部非常勤講師（前期のみ）
- 1999年4月～2003年3月 - 湘南国際女子短期大学非常勤講師
- 2000年～2003年 - 城西国際大学人文学部非常勤講師（集中授業）
- 2000年4月～2001年3月 - 津田塾大学学芸学部非常勤講師
- 2001年4月～2002年3月 - 東洋大学法学部非常勤講師
- 2001年4月～2002年3月 - 明海大学不動産学部非常勤講師
- 2003年4月～2006年3月 - 流通経済大学法学部非常勤講師
- 2003年10月～2004年3月 - 立教大学法学部非常勤講師（後期のみ）
- 2007年4月～2013年3月 - 大宮法科大学院大学非常勤講師
- 2009年10月～2010年9月、2011年9月〜2018年3月、2019年4月〜2023年3月 - 千葉大学大学院専門法務研究科（法科大学院）非常勤講師

## エピソード
- 事実婚の妻は、共産党の船橋市議会議員金光理恵（安保関連法に反対するママの会@ちば所属）[3]。2人の子どもは妻の姓を名乗る[4]。
- 女性アイドルグループ・乃木坂46の熱烈なファンで、グループやメンバーへの思い、推し活の様子などを伝えるため、自身のYouTubeチャンネルで2025年4月下旬から、「乃木坂46と私」と題した動画を不定期で配信している[5]。歴代推しメンは高山一実、北川悠理、林瑠奈、中西アルノ、奥田いろは、森平麗心。
- 中央学院大学内外での自身の活動やそれに関連する思い、考えなどを伝えるため、同じく自身のYouTubeチャンネルで2025年7月下旬から、「中央学院大学と私」と題した動画を不定期で配信している[6]。
- BS Japanext[7]のクイズ番組『パネルクイズ アタック25Next[8]』の学校の先生大会（2023年9月10日初回放送）に出場した[9]。